# Mirnyj (Oblast' di Arcangelo)
Mirnyj in russo Мирный? è una città chiusa situata nella Russia nord occidentale, nell'Oblast' di Arcangelo. La sua popolazione è di 30 502 abitanti (censimento del 2002).

## Storia
La città di Mirnyj è stata fondata nel 1957 come centro di lancio di missili e nel 1966 ha ricevuto lo status di città. Il 2 febbraio 1989 fu lanciato un razzo dalla vicina base ancora oggi attiva. Il nome del razzo era Kosmos 2000. Quel momento è commemorato da una statua nel centro della città che rappresenta il momento del lancio del razzo.
| 1996   | 1997   | 2000   | 2002   | 2005   | 2007   | 2017   |
| ------ | ------ | ------ | ------ | ------ | ------ | ------ |
| 31 500 | 31 600 | 30 600 | 30 502 | 29 600 | 28 500 | 32 175 |